# Amolops larutensis
Espèce
Synonymes
- Rana larutensis Boulenger, 1899

Statut de conservation UICN

 LC  : Préoccupation mineure
Amolops larutensis est une espèce d'amphibiens de la famille des Ranidae.

## Répartition
Cette espèce est endémique de la péninsule Malaise. Elle se rencontre en Malaisie péninsulaire et en Thaïlande, entre 43 et 1 500 m d'altitude,.

## Description
Amolops larutensis mesure de 20 à 30 mm (max : 45 mm) pour les mâles et de 40 à 54 mm pour les femelles (max : 75 mm). Son dos est sombre et marbré de clair (vert-jaune, blanc, parfois bleu pâle). Son ventre est blanc. Les mâles présentent des sacs vocaux de chaque côté de la gorge.

## Étymologie
Son nom d'espèce, composé de larut et du suffixe latin -ensis, « qui vit dans, qui habite », lui a été donné en référence au lieu de sa découverte, le mont Larut au Perak en Malaisie péninsulaire.

## Publication originale
- Boulenger, 1899 : Descriptions of new Batrachians in the Collection of the British Museum {Natural History). Annals and Magazine of Natural History, sér. 7, vol. 3, p. 275-277 (texte intégral).